# Dominik Mašek
Dominik Mašek (Příbram, 10 juli 1995) is een Tsjechisch voormalig voetballer die doorgaans speelde als middenvelder. Tussen 2010 en 2023 was hij actief voor 1. FK Příbram, Hamburger SV II, SC Cambuur, Bohemians 1905, FK Mladá Boleslav, Fastav Zlín, FK Jablonec en Viagem Příbram.

## Spelerscarrière
Mašek speelde in de jeugd van 1. FK Příbram. Op 28 mei 2011 debuteerde hij voor die club in de Gambrinus liga met een leeftijd van 15 jaar en 322 dagen. Hiermee werd hij de jongste speler ooit in die competitie. Na vier wedstrijden voor Příbram verkaste de aanvallende middenvelder naar het Duitse Hamburger SV, waar hij drie jaar bij de beloften speelde. In januari 2015 was de Tsjech op proef bij FC Groningen. In de zomer liep hij stage bij Willem II. Op 8 juni 2015 werd bekend dat SC Cambuur de nieuwe club van Mašek werd. In mei 2016 degradeerde hij met Cambuur uit de Eredivisie.
In augustus 2016 keerde hij terug naar Tsjechië bij Bohemians 1905. Mašek werd in januari 2019 aangetrokken door Mladá Boleslav. Een halfjaar na zijn komst werd hij voor het seizoen 2019/20 verhuurd aan Fastav Zlín, dat tevens een optie tot koop kreeg. Deze werd niet gelicht en hij keerde terug naar Mladá Boleslav. In februari 2022 werd Mašek voor een half seizoen aangetrokken door FK Jablonec. Een klein jaar later tekende hij voor Viagem Příbram. In de zomer van 2023 besloot Mašek op achtentwintigjarige leeftijd een punt achter zijn actieve loopbaan te zetten.

## Clubstatistieken
| Seizoen | Club            | Competitie        | Competitie | Competitie | Beker | Beker | Internationaal | Internationaal | Totaal | Totaal |
| Seizoen | Club            | Competitie        | Wed.       | Dlp.       | Wed.  | Dlp.  | Wed.           | Dlp.           | Wed.   | Dlp.   |
| ------- | --------------- | ----------------- | ---------- | ---------- | ----- | ----- | -------------- | -------------- | ------ | ------ |
| 2010/11 | 1. FK Příbram   | 1. liga           | 1          | 0          | 0     | 0     | —              | —              | 1      | 0      |
| 2011/12 | 1. FK Příbram   | 1. liga           | 3          | 0          | 0     | 0     | —              | —              | 3      | 0      |
| 2012/13 | Hamburger SV II | Regionalliga Nord | 14         | 1          | —     | —     | —              | —              | 14     | 1      |
| 2013/14 | Hamburger SV II | Regionalliga Nord | 11         | 3          | —     | —     | —              | —              | 11     | 3      |
| 2014/15 | Hamburger SV II | Regionalliga Nord | 25         | 6          | —     | —     | —              | —              | 25     | 6      |
| 2015/16 | SC Cambuur      | Eredivisie        | 2          | 0          | 0     | 0     | —              | —              | 2      | 0      |
| 2016/17 | Bohemians 1905  | 1. liga           | 25         | 3          | 3     | 2     | —              | —              | 28     | 5      |
| 2017/18 | Bohemians 1905  | 1. liga           | 29         | 6          | 1     | 0     | —              | —              | 30     | 6      |
| 2018/19 | Bohemians 1905  | 1. liga           | 14         | 1          | 2     | 0     | —              | —              | 16     | 1      |
| 2018/19 | Mladá Boleslav  | 1. liga           | 9          | 1          | 0     | 0     | —              | —              | 0      | 0      |
| 2019/20 | → Fastav Zlín   | 1. liga           | 13         | 2          | 1     | 0     | —              | —              | 14     | 2      |
| 2019/20 | Mladá Boleslav  | 1. liga           | 8          | 2          | 0     | 0     | —              | —              | 8      | 2      |
| 2020/21 | Mladá Boleslav  | 1. liga           | 14         | 3          | 1     | 0     | —              | —              | 15     | 3      |
| 2021/22 | Mladá Boleslav  | 1. liga           | 5          | 0          | 1     | 1     | —              | —              | 6      | 1      |
| 2021/22 | FK Jablonec     | 1. liga           | 0          | 0          | 0     | 0     | —              | —              | 0      | 0      |
| 2022/23 | Viagem Příbram  | FNL               | 8          | 0          | 1     | 0     | —              | —              | 9      | 0      |
| Totaal  | Totaal          | Totaal            | 181        | 28         | 10    | 3     | 0              | 0              | 191    | 31     |

## Privé
Ook zijn vader Jaroslav Mašek was voetballer en speelde als middenvelder voor Viktoria Žižkov, FC Dukla Příbram, Dunajská Streda en Atlantic Lázně Bohdaneč.